# Anostomidae
Los Anostomidae son una familia de peces del orden Characiformes. Son endémicos del sur de Centroamérica a Sudamérica. Tienen cuerpos elongados y pequeños, bocas de apertura de arriba. Nadan manteniendo un ángulo de 45 con la cabeza apuntando hacia abajo. 
Esta familia tiene 14 géneros y al menos 150 especies. Están estrechamente emparentados con los Chilodontidae.

## Géneros
Actualmente hay 15 géneros reconocidos en esta familia:
- Abramites (Fowler, 1906)
- Anostomoides (Pellegrin, 1909)
- Anostomus (Scopoli, 1777)
- Hypomasticus (Borodin, 1929)
- Gnathodolus (G. S. Myers, 1927)
- Laemolyta (Cope, 1872)
- Leporellus (Lütken, 1875)
- Leporinus (Agassiz, 1829)
- Petulanos (Sidlauskas & Vari, 2008)
- Pseudanos (R. Winterbottom, 1980)
- Rhytiodus (Kner, 1858)
- Sartor (G. S. Myers & A. L. de Carvalho, 1959)
- Schizodon (Agassiz, 1829)
- Synaptolaemus (G. S. Myers & Fernández-Yépez, 1950)
- Megaleporinus (Ramírez,Birindelli & Galetti Jr., 2016)